# 寺本良之
寺本 良之（てらもと よしゆき、3月14日 - ）は、北陸放送の元アナウンサー。

## 来歴
石川県門前町（後の輪島市）出身。1973年に北陸放送に入社し、2012年まで同局のアナウンサーを務めた。
2021年4月からは、日本赤十字社石川県支部の活動に協力しているボランティア団体「赤十字奉仕団石川県支部委員会」の委員長を務めている。また2023年には、石川県の民放退職者たちによる団体「北陸民放クラブ・石川」の副理事長に就任している。

## アナウンサー時代の担当番組

### テレビ番組
- MROテレポート6
- まぜごはん[1]

### ラジオ番組
- げつきんワイド!おいね★どいね - 12時台「ひる当番」パーソナリティ（月曜）[4]
- レコード室 “今週の2枚”[5]